# Tolak Bala
Tolak Bala ist ein Ritual in Indonesien. Mit einem Zauberspruch oder einem Festmahl wollen Bewohner ihren Wohnort und sich selbst vor Krankheiten und anderen Gefahren schützen. Jede Region hat ihre eigene Art und Weise das Ritual durchzuführen.

## Vorbereitung
Das Ritual wurde über viele Generationen weitergereicht und deswegen existieren zahlreiche Durchführungsweisen in verschiedenen Regionen. Dennoch werden meistens drei Gerichte dafür vorbereitet:

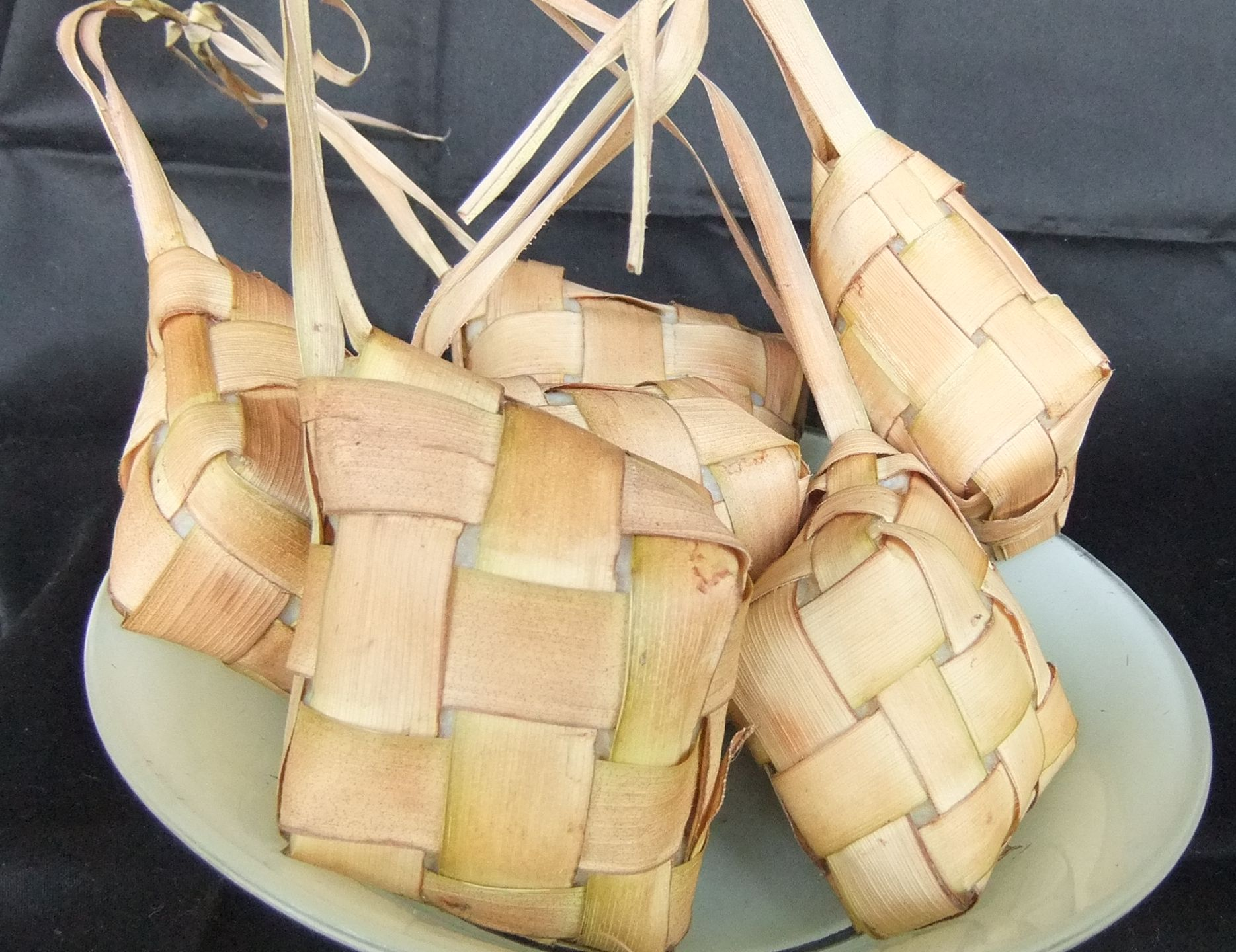
Ketupat

### Ketupat

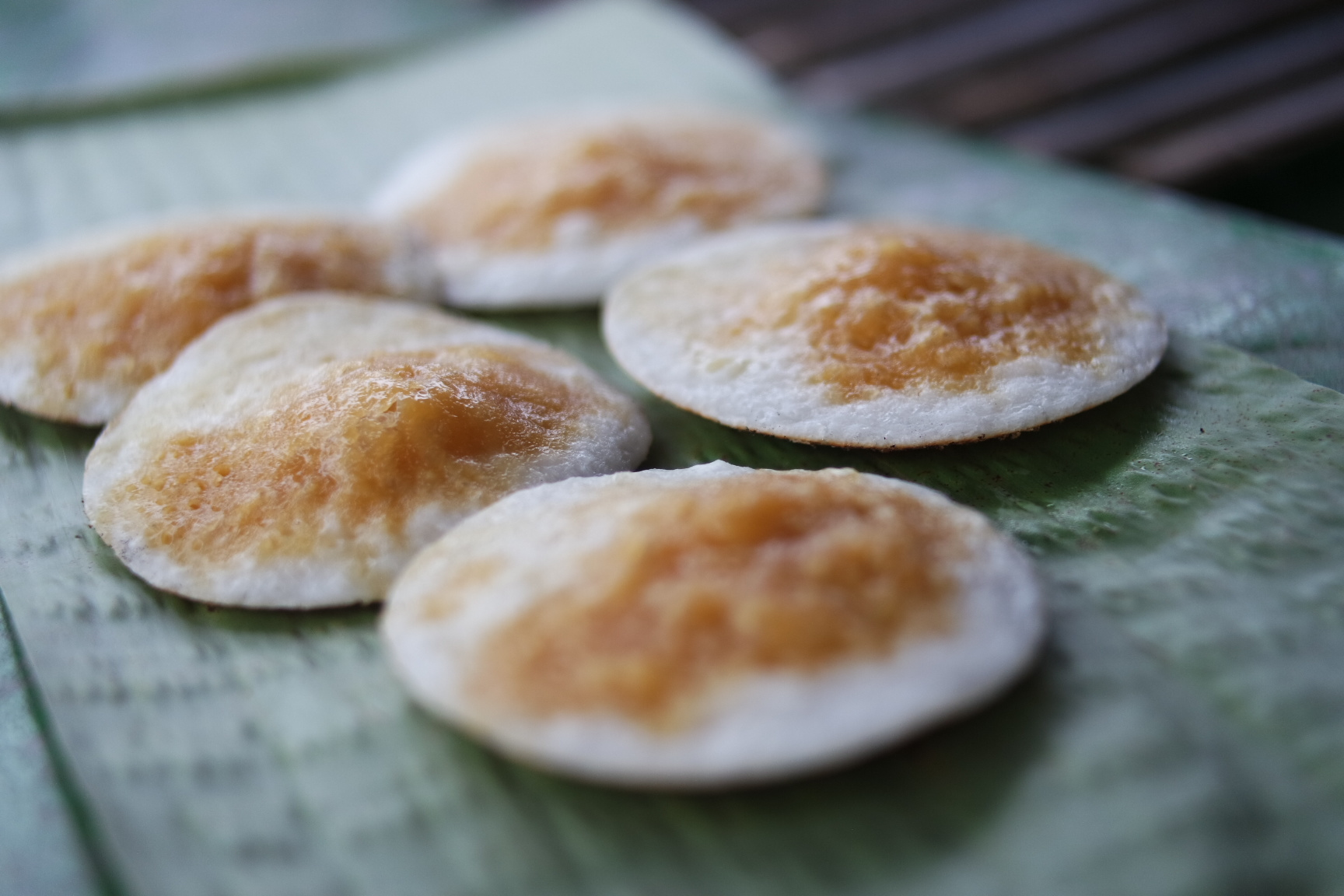
Serabi

Ketupats werden nicht nur beim Lebaranfest, sondern auch beim Tolak Bala serviert. Sie bestehen aus Reis und sind in einer geflochtenen Tasche aus Palmblättern eingebettet. Das Geflecht spiegelt folgende Bedeutungen wider:
1. Das komplizierte Geflecht symbolisiert die Fehler des Menschen.
2. Der Reis im Flechtwerk steht für die Reinheit des Herzens, nachdem man um Vergebung für seine Fehler gebeten hat.

Die Anzahl der Ketupats muss mit der Anzahl der Familienmitglieder übereinstimmen, d. h. für eine sechs-köpfige Familie werden sechs Ketupats zubereitet.

### Serabi
Serabis werden als javanische Pfannkuchen bezeichnet. Diese Pfannkuchen werden oft in überlieferten Texten gefunden. Sie sind ein Symbol für Gedanken und das Herz, die immer versuchen etwas Gutes für die Umgebung zu tun. So wie bei den Ketupats muss auch die Anzahl der Serabis mit der Anzahl der Familienmitglieder übereinstimmen.

### Sayur lodeh
Neben Ketupat und Serabi wird auch eine Gemüsesuppe mit Kokosmilch gekocht. Die Suppe besteht aus sieben verschiedenen Gemüsesorten und Blättern des Pferderettichbaums. Die Blätter des Baumes gelten als Heilmittel.

## Durchführung des Rituals
Das Ritual findet meistens abends entweder nach dem Maghrib- oder dem Ischa-Gebet statt. Die Männer treffen sich gewöhnlicherweise auf der Straße und bringen Ketupats, Serabis und die Gemüsesuppe mit. Dann setzten sie sich in einem Kreis und das Essen steht in der Mitte. Einer der Männer leitet das Gebet, um u. a. für einen Segen, Gesundheit oder um Sicherheit zu bitten. Schließlich bringen sie das gesegnete Essen wieder nach Hause und verspeisen es zusammen mit der Familie. Durch das Ritual soll dadurch nun der Wohnort und die Familien selbst vor Gefahren oder Unglück geschützt sein.